# Dmitrij Rostowcew (inżynier)
Dmitrij Michajłowicz Rostowcew, ros. Дмитрий Михайлович Ростовцев (ur. 21 grudnia 1929 w Ustiużnie, zm. 8 kwietnia 1999) – rosyjski inżynier, rektor Instytutu Budowy Okrętów w Leningradzie (Petersburg), specjalista z wytrzymałości okrętu, budowy okrętu, mechaniki konstrukcji.

## Działalność naukowa i zawodowa
Absolwent Leningradzkiego Instytutu Budowy Okrętów, ukończył studia inżynierskie w zakresie budowy okrętów w 1953. W 1961 uzyskał doktorat w dziedzinie budowy okrętów, a habilitował się w 1972 w Leningradzkim Instytucie Budowy Okrętów. W latach 1976–1999 był rektorem w Leningradzkim Instytucie Budowy Okrętów. W 1974 mianowany profesorem nauk technicznych.
Autor lub współautor ponad 85 publikacji, w tym 8 książek, m.in. "Hydrosprężystość konstrukcji okrętowych", Moskwa (1978), dotyczących budowy okrętów, hydroakustyki, konstrukcji okrętowych. Był promotorem 10 doktorów.
Specjalista w dziedzinie hydrosprężystości, metod wyznaczania sił hydrodynamicznych podczas slammingu (blokady drzwi) statku, badań obciążeń i kołysania statków na fali, drgań kombinacji okrętowych, zjawisk hydrosprężystych (mechanika ciał stałych i płynów), wibroakustyki, holowań oceanicznych. Stworzył szkołę naukową w zakresie mechaniki konstrukcji okrętowych. Zainicjował współpracę z władzami, kadrą naukowo-dydaktyczną Politechniki Gdańskiej (głównie z ówczesnego Instytutu Okrętowego PG) w zakresie kształcenia studentów, wymiany nauczycieli akademickich, staży naukowych podoktorskich i habilitacyjnych oraz wspólnych konferencji naukowych.
Był członkiem towarzystw naukowych m.in.: Stowarzyszenia Mechaniki Teoretycznej i Stosowanej ZSRR.
Doktor honoris causa Politechniki Gdańskiej (1989).

## Ordery i odznaczenia
- Order Rewolucji Październikowej
- Order Czerwonego Sztandaru Pracy

## Źródła
- Doerffer J.W. Życie i pasje. Wspomnienia. Emerytura, t. IV, Gdańsk 2008
- Red. B. Ząbczyk-Chmielewska, B. Hakuć, Politechnika Gdańska. 50 lat wczoraj, dziś, jutro. Rok jubileuszowy 1994/95, Gdańsk 1995
- Dział archiwizacji i obiegu dokumentów PG, Teczka: Nadanie tytułu i godności doktora honoris causa prof. Dimitrowi Rostowcewowi (1989)